# راديو الخليل
راديو الخليل، هو محطة إذاعية فلسطينية تأسست عام 1997م، ويتبع لشركة الوعد للإذاعة والتلفزيون والاستثمار، يبثّ على تردد 90,4FM ويغطي الجنوب الفلسطيني ويبلغ بثه قطاع غزة كاملاً وأجزاء من الأردن وجزءا من شمال الضفة، كما يبث عبر الإنترنت.
تعرض لعدد من المضايقات من قبل الاحتلال الإسرائيلي كان أبرزها مصادرة معداته عام 2015 وإغلاقه لمدة ستة أشهر بتهمة التحريض على العنف.

## وصلات خارجية
- موقع راديو الخليل على الشبكة